# 霍普威爾 (印地安納州約翰遜縣)
霍普威爾（英語：Hopewell）是位於美國印地安納州約翰遜縣的一個非建制地區。該地的面積和人口皆未知。